# Datel (Unternehmen)
Datel war ein 1970 gegründetes Unternehmen mit Sitz in Darmstadt. Hauptgesellschafter waren Post, Siemens, AEG und Nixdorf. Geschäftsziel war die Entwicklung von kommerzieller Standardsoftware wie Finanzbuchhaltung DABU, Lohn und Gehalt DALOG, Kostenrechnung DAKOR. Diese sollte als Dienstleistung an Unternehmen vermietet werden, auch mit Datenfernverarbeitung.
Die Datel wurde 1974 an die GSI verkauft. Aus der Datel ist auch das Unternehmen DANET hervorgegangen. Die DANET war wesentlich an der Entwicklung des BTX beteiligt.